# 權永吉
權永吉（韓語：권영길，1941年11月5日—），出生在日本山口县，是一個韓國政治家。他在1969年從首爾大學取得一個大學學士學位。在政治方面，他帶領幾個勞工團體包括韓國媒體業工會聯合會（Korean Federation of Press Unions）及全國民主勞動組合總聯盟（전국민주노동조합총연맹）。他是左派的民主劳动党和國民大會（대한민국 국회）成員之一。 
他在1997年、2002年和2007年三次参选总统，均落选。

## 外部連結
- 權永吉:韓國議會 
- 權永吉 （页面存档备份，存于） 